# Feria Libre de Lota
La Feria Libre de Lota es una feria libre ubicada en la comuna chilena de Lota, en la región del Biobío. Este mercadillo se encuentra en funcionamiento todos los días de la semana, a diferencia de otros mercados similares que operan de manera ocasional en días específicos. Por ser un espacio icónico de la ciudad y un espacio de encuentro social de los habitantes locales, es también un atractivo turístico.

## Historia
La historia de la Feria Libre de Lota se remonta a mediados del siglo xix, cuando en el sector de Lota Bajo se hacía imperiosa la necesidad de contar con un lugar para el intercambio de alimentos de primera necesidad. A diferencia de Lota Alto, donde existían pulperías regularizadas y suministradas por la compañía minera de Matías Cousiño como un beneficio exclusivo para sus empleados, inspirado en el modelo de la minería del salitre en el norte del país; el sector bajo de la ciudad, en su mayoría dedicado a actividades distintas a la minería, carecía de un comercio estructurado y presentaba una oferta limitada para la adquisición e intercambio de provisiones. Originalmente, el antiguo Corralón, localizado en la intersección de las actuales calles Monsalve y Caupolicán, funcionaba como un abrevadero para caballos, bueyes, burros y otros animales de carga utilizados por campesinos y comerciantes provenientes de Santa Juana, Carampangue y otras localidades rurales de Arauco. Este espacio sirvió como un primer punto de comercialización e intercambio de mercancías, principalmente carnes, cecinas, productos lácteos, frutas, hortalizas, así como pescados y mariscos provenientes de las caletas cercanas a la localidad de Lota.
En 1886 fue inaugurado el ramal Concepción-Curanilahue del ferrocarril, la feria se amplió y se ubicó a un costado de la Estación Lota, de manera de facilitar el intercambio comercial con la antigua provincia de Arauco, particularmente con las localidades de la cuenca del carbón.
El Plan Regulador Comunal de la Municipalidad de Lota de 1983 señaló que el espacio donde actualmente se ubica la feria presenta "un alto grado de ocupación y consolidación". En virtud de ello, se le confirió, bajo el marco legal correspondiente, un cierto grado de protección y garantías, dado que se encuentra en vías urbanas de uso público, por lo que lo hacía complejo de regular.
En la actualidad, los comerciantes se encuentran asociados, libre y voluntariamente, bajo distintas agrupaciones gremiales, entre ellas la Asociación de Comerciantes Feria de Lota y el Sindicato Independiente Feria Libre de Lota.
La feria libre es considerada com un espacio de rescate de la tradición oral de lo popular en la comuna, donde los locatarios, todos pequeños y medianos empresarios, transmiten sus historias de vida, saberes y costumbres en cada interacción cotidiana, siendo esto considerado parte del patrimonio intangible local, como objeto de estudio antropológico y sociológico.
En junio de 2024, la feria sufrió un considerable impacto debido a un sistema frontal de lluvia y viento, lo que llevó al cierre temporal de numerosos puestos.